# Marguerite Boulc’h

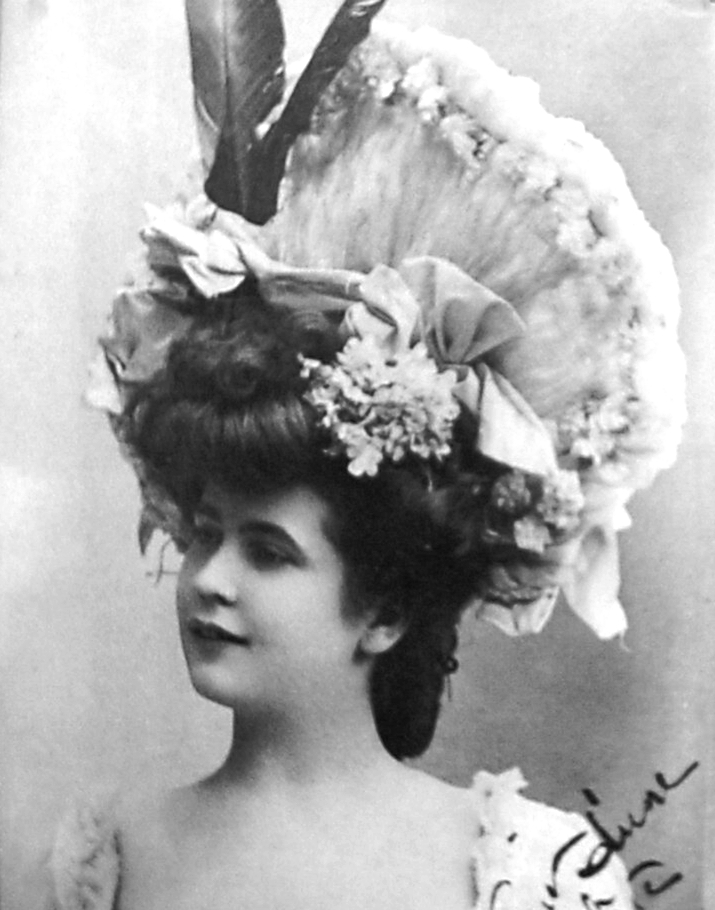
Fréhel als Achtzehnjährige (1908).

Marguerite Boulc’h (Künstlernamen: Fréhel; Pervenche; * 13. Juli 1891 in Paris; † 3. Februar 1951 in Paris) war eine französische Chansonsängerin und Schauspielerin.

## Leben
Über ihre Kindheit und Jugend hat Fréhel zahlreiche Anekdoten in Umlauf gesetzt, die nur bedingt auch als historische Fakten zu bewerten sind. Ihre Eltern stammten aus Primel-Trégastel in der Bretagne, der Vater war ein ehemaliger Seemann, die Mutter eine Hausgehilfin, die in Paris ihr Auskommen suchten und die Tochter in den ersten Jahren in Primel-Trégastel von der Großmutter erziehen ließen. Sie soll bereits im Alter von fünf Jahren in Begleitung eines Blinden als Straßensängerin aufgetreten und seit dem achten Lebensjahr, nach dem Tod des Vaters, durch Gelegenheitsarbeiten zum Einkommen der Familie beigetragen haben.
Ihr eigentliches Debüt als Sängerin hatte sie 1906, mit sechzehn Jahren, in der Brasserie de l’Univers und erlangte dann bald Bekanntheit als Vertreterin des sozialrealistischen Chansons. Colette beschrieb die Achtzehnjährige als eine „kleine Sängerin, so sehr Neuling in diesem Betrieb, daß sie noch nicht die Zeit gehabt hat, sich die kastanienfarbenen Haare sauerstoffblond zu färben. Sie hat gerade erst den Sprung vom Boulevard Exterieur auf die Bühne geschafft und kann sich noch nicht fassen, daß sie mit ihrer Stimme jetzt 210 Francs im Monat verdient“ (La vagabonde, 1957).
Als Höhepunkt ihrer Karriere sah sie selbst die Zeit ihrer Liebschaft mit Maurice Chevalier, der dann jedoch, nachdem Chevalier sie für Mistinguett verließ, ein tiefer persönlicher Absturz und elf Jahre der Alkohol-, Äther- und Kokainsucht folgten. Sie lebte in dieser Zeit außerhalb Frankreichs, unter anderem in Konstantinopel, Russland und Rumänien, und kehrte erst 1923 wieder nach Paris zurück. Dort erlebte sie ein spektakuläres Comeback und trat bald auch in Filmen auf (Cœur de lilas 1931, Le Roman d’un tricheur 1936, Pépé le Moko – Im Dunkel von Algier 1936). Diese zweite Phase ihres Erfolges währte allerdings nur einige Jahre. Ende der 1940er lebte sie zeitweise in einem Armenheim in Le Vésinet bei Paris, die letzten Jahre ihres Lebens verbrachte sie verarmt in einem kleinen Hotel in der Rue Pigalle.

## Diskografie
- 1930: L’Obsédé
- 1930: Pauvre grand
- 1930: Sous la blafarde
- 1930: Comme un moineau
- 1931: Comme une fleur
- 1931: La Coco
- 1931: Quand on a trop de cœur
- 1931: La Chanson du vieux marin
- 1931: À la dérive
- 1932: Musette
- 1933: Le Grand Léon
- 1933: C’est un mâle
- 1935: La Peur
- 1935: Il encaisse tout
- 1935: Il est trop tard
- 1935: Où sont tous mes amants
- 1935: Rien ne vaut l’accordéon
- 1936: La Valse à tout le monde
- 1936: Le Fils de la femme poisson
- 1936: Les filles qui la nuit…
- 1936: Maison louche
- 1936: Tel qu’il est
- 1936: Et v’la pourquoi
- 1936: Pépé le moko
- 1936: Sous la flotte
- 1936: Tout change dans la vie
- 1936: C’est un petit bal musette
- 1937: Pleure
- 1938: Derrière la clique
- 1938: L’Amour des hommes
- 1938: La Chanson des fortifs
- 1938: La Môme Catch-catch
- 1939: Ohé! les copains!
- 1939: La Der des der
- 1939: La Java bleue
- 1939: Sans lendemain

## Filmografie
- 1932: Cœur de lilas
- 1934: Amok
- 1934: La Rue sans nom
- 1936: Roman eines Schwindlers (Le Roman d’un tricheur)
- 1936: Gigolette
- 1937: Pépé le Moko – Im Dunkel von Algier (Pépé le Moko)
- 1937: L’Innocent
- 1938: La Maison du Maltais
- 1938: Le Puritain
- 1938: La Rue sans joie
- 1939: Berlingot et compagnie
- 1939: Une java
- 1940: L’Entraîneuse
- 1941: L’Enfer des anges
- 1947: L’Homme traqué
- 1949: Maya
- 1949: Un homme marche dans la ville